# Paitobius exceptus
Paitobius exceptus är en mångfotingart som beskrevs av Chamberlin 1922. Paitobius exceptus ingår i släktet Paitobius och familjen stenkrypare. Inga underarter finns listade i Catalogue of Life.